# Torsten Segerstråle
Georg Torsten Magnus Segerstråle, född den 23 april 1889 i Åbo, död den 14 maj 1946 i Stockholm, var en svensk militär och företagsledare. Han var bror till Nils och Carl-Georg Segerstråle samt far till Hans Segerstråle. 
Segerstråle blev underlöjtnant vid Göta livgarde 1910 och löjtnant 1915. Han var aspirant vid generalstaben 1919–1921 och övergick som löjtnant på reservstat 1921. Han befordrades till kapten 1925, till major 1938 och till överstelöjtnant 1944. Segerstråle var vice verkställande direktör i Nya dagligt allehanda 1922–1923, verkställande direktör i Svenska trafikförbundet 1924 samt verkställande direktör och styrelseledamot i Grand Hotelkoncernen 1924–1942. Han var ordförande i Sveriges centrala hotell- och restaurangförening 1939–1944, vice president i Alliance internationale de l'hôtellerie 1939, ordförande i Nordiska hotell- och restaurantförbundet 1940 och styrelseledamot i Svenska trafikförbundet 1941–1944. Segerstråle blev riddare av Vasaorden 1932 och av Svärdsorden 1939. Han vilar på Norra begravningsplatsen utanför Stockholm.